# 马布尔顿 (怀俄明州)
马布尔顿（英語：Marbleton），是美国怀俄明州萨布莱特县（Sublette）下属的一座城市。该市的人口在2000年为720人，2010年有1,094，2011年则估计有1,084人。